# 이강덕
이강덕(李康德, 1962년 1월 14일~)은 대한민국의 경찰 공무원 출신 정치인이다. 민선 6·7·8기 경상북도 포항시장이다.

## 학력
- 산서초등학교 졸업
- 장기중학교 졸업
- 달성고등학교 졸업
- 경찰대학(1기) 법학 학사
- 고려대학교 정책대학원 공안행정학 석사
- 동국대학교 박사과정 수료(법학)

### 명예 박사 학위
- 용인대학교 명예 경영학박사
- 목포해양대학교 명예 법학박사

## 경력
- 1998년 4월~2001년 7월: 경찰청 기획담당관실 근무(경정)
- 2001년 7월~2002년 7월: 제 9대 경북 포항남부경찰서장(총경)
- 2002년 7월~2003년 4월: 제61대 경북 구미경찰서장(총경)
- 2003년 4월~2004년 7월: 경찰청 혁신기획단 업무혁신팀장(총경)
- 2004년 7월~2005년 2월: 서울지방경찰청 경비2과장(총경)
- 2005년 2월~2006년 3월: 제42대 서울 남대문경찰서장(총경)
- 2006년 3월~2006년 12월: 경찰청 혁신기획과 과장(총경)
- 2006년 12월~2007년 12월: 경북지방경찰청 차장(경무관)
- 2007년 12월~2008년 3월: 제17대 대통령직 인수위원회 법무행정분과위 전문위원(경무관)
- 2008년 3월~2009년 3월: 청와대 민정2비서관실 선임 행정관(경무관)
- 2009년 3월~2010년 1월: 청와대 대통령실 치안비서관(치안감)
- 2010년 1월~2010년 9월: 제20대 부산지방경찰청장(치안정감)
- 2010년 9월~2011년 11월: 제24대 경기지방경찰청장(치안정감)
- 2011년 11월~2012년 5월: 제26대 서울지방경찰청장(치안정감)
- 2012년 5월~2013년 3월: 제12대 해양경찰청장(치안총감ㆍ차관급)
- 美 미주리주립대학, 일리노이주립대학 객원연구원
- 2014년 7월~: 제39·40·41대 민선 6·7·8기 경상북도 포항시장(3선)
- 2020년 7월~2022년 6월: 제18대 전국대도시시장협의회 부회장
- 2022년 8월~2024년 6월: 경북시장군수협의회장
- 2022년 9월~2024년 6월: 대한민국시장·군수·구청장협의회 지역공동회장
- 2024년 7월~: 제22대 전국대도시시장협의회 회장

## 수상
- 2009년: 홍조근정훈장
- 2010년: 대통령 표창
- 2010년: 자랑스런 달고인상
- 2015년: 경영대상 브랜드경영 부문
- 2015년: 전국기초단체장 매니페스토 우수사례 경진대회 공약이행분야 최우수상
- 2016년: 한국을 빛낸 창조경영대상 글로벌경영 부문
- 2016년: 농협중앙회 지역농업발전 선도인상
- 2016년: 한국의 최고경영인상 소통경영 부문
- 2016년: 대한민국 CEO 리더십 대상
- 2017년: 대한민국 가장 신뢰받는 CEO 사회책임경영 부문
- 2017년: 대한민국 글로벌 리더 대상 사회공헌 부문
- 2022년: 한국자치발전연구원 대한민국 자치발전 대상 기초 부문
- 2022년: 한국공공자치연구원 올해의 지방자치 CEO 시장 부문
- 2023년: 대한민국 농업대상 지방농정분야 대상
- 2023년: 한국배터리산업협회 특별 공로상

## 역대 선거 결과
|  | 66.75% |

|  | 50.05% |

|  | 77.20% |

## 가족 관계
- 아버지: 이일호(1936년 ~ 2023년 2월 6일)
- 어머니: 이두이
- 배우자: 최혜련
  - 슬하: 2남
- 형제동생: 이강국, 이강민, 이영례, 이영숙

| 전임 모강인 | 제12대 해양경찰청장 2012년 5월 7일~2013년 3월 18일 | 후임 김석균 |

| 전임 박승호 (권한대행)김재홍 | 제39·40·41대 경상북도 포항시장 2014년 7월 1일~2026 |  |